# Гамма-камера
Га́мма-ка́мера — пристрій, призначений для реєстрації просторового розподілу радіофармпрепарату (РФП) у біологічному об’єкті. До його складу входить позиційно-чутливий детектор гамма-випромінювання, обчислювальна система для обробки та збереження результатів обстежень та набір коліматорів для різних цілей.
Позиційно-чутливий детектор складається з сцинтиляційного кристала, світловода та матриці фотоелектронних помножувачів. Найбільш вживаними є сцинтиляційні кристали йодиду натрію (NaI), активованого талієм. Їх вирізняє висока конверсійна ефективність (відношення енергії гамма-кванта до енергії світлового спалаху). При влученні гамма-кванту у кристал, він розсіюється, передаючи свою енергію світловим фотонам. Завдяки цьому у кристалі виникає спалах, який будучи розсіяним у світловоді, реєструється матрицею фотоелектронних помножувачів (ФЕП). Вихідні сигнали ФЕП подаються на резисторну матрицю, яка формує координатні (X, Y) за формулами Анґера (Anger)  та енергетичний (Z) сигнали:
{\displaystyle X={\frac {\sum _{i=1}^{N}\alpha _{i}F_{i}}{\sum _{i=1}^{N}F_{i}}}}; 
{\displaystyle Y={\frac {\sum _{i=1}^{N}\beta _{i}F_{i}}{\sum _{i=1}^{N}F_{i}}}}
За допомогою енергетичного сигналу виконується дискримінація імпульсів, що дозволяє серед усього спектру, утвореного як гамма-квантами розпаду ізотопу, так і квантами комптонівського розсіювання та фонового випромінювання, виділити корисну інформацію. Імпульси, енергетичний сигнал яких відповідає ізотопу, що  використовується, фіксуються у координатній матриці, відтворюючи просторовий розподіл РФП.
Гамма-камери застосовуються в медицині для діагностики онкозахворювань, функціональних розладів нирок, печінки, серця тощо